# Glinojeck
Glinojeck là một thị trấn thuộc huyện Ciechanowski, tỉnh Mazowieckie ở trung-đông Ba Lan. Thị trấn có diện tích 7 km². Đến ngày 1 tháng 1 năm 2011, dân số của thị trấn là 3096 người và mật độ 420 người/km².